# Enric Marco i Batlle
|  | No s'ha de confondre amb Enric Marco Nadal. |

Enric Marco i Batlle (Barcelona, 12 d'abril de 1921-21 de maig de 2022) fou un sindicalista català, conegut per la seva impostura sobre la seva estada al camp de concentració de Flossenbürg.

## Biografia
El moment al qual Enric Marco i Batlle es va vincular a l'entorn dels supervivents dels camps nazis és força tardà (cap a 1999-2000), però la seva activitat pública havia començat molt abans. Als anys 1970 es feia dir Enrique Marcos. Sota aquest nom va militar en un determinat moment a la Confederació Nacional del Treball (CNT) i va arribar a ser Secretari General de la Federació catalana el 1976-1977 i Secretari General de la Confederació des d'abril del 1978 fins al V Congrés al desembre de 1979. Alineat amb els aperturistes que van impugnar el Congrés, Marco fou expulsat de la CNT l'abril de 1980. El 1984 Juan Gómez Casas, reflexionant sobre el període que Marco havia ocupat aquests càrrecs, recordava que poc o res es coneixia amb certesa sobre el seu passat.
Enric Marco després de la seva etapa de càrrecs de responsabilitat en la CNT va passar a desenvolupar una activitat intensa al moviment associatiu dels pares d'alumnes. El 1998 va ser vicepresident de la Federació d'Associacions de Pares d'Alumnes de Catalunya (FAPAC) a Barcelona.

### Fals supervivent dels camps nazis
El 2005 va ser objecte d'una gran atenció mediàtica a causa d'una impostura. Durant anys es va fer passar per un deportat al camp de concentració de Flossenbürg, a Baviera, durant l'Alemanya nazi. A principis de 2005 va prendre la paraula al Congrés dels Diputats en el curs d'una commemoració de l'Holocaust i els crims contra la humanitat, amb un discurs de caràcter emotiu i dramàtic. A més, estava prevista la seva participació destacada en les commemoracions de l'alliberament del camp de concentració de Mauthausen-Gusen (Àustria) al mes de maig d'aquell any. L'abril de 2005 un informe de l'historiador Benito Bermejo establia que els relats de Marco eren extremadament inconsistents i demostrava que realment havia estat a l'Alemanya nazi com a treballador voluntari (d'acord amb el tractat Franco-Hitler d'agost de 1941) i no deportat pel seu combat en la resistència antinazi a França com ell havia pretès.
Efectivament, Marco apareixia en un document als arxius del ministeri d'Afers Exteriors espanyol com a treballador de la indústria de guerra de l'Alemanya nazi, contractat per l'empresa Deutsche Werke Werft de Kiel. Marco havia fet un gran nombre de xerrades, principalment en centres d'ensenyament, sobre la seva pretesa vivència com a supervivent dels camps nazis. Va aparèixer en un bon nombre de programes de televisió presentant un pretès testimoniatge sobre la seva participació en la Guerra Civil espanyola, a l'exili republicà, la resistència antinazi, la II Guerra Mundial i els camps de concentració nazis. Va representar les víctimes espanyoles d'aquells camps en nombroses commemoracions. A més de com a testimoni, es definia com a historiador i és cert que havia cursat estudis d'història a la Universitat Autònoma de Barcelona. La impostura es va saber quan, tot just 48 hores abans de les commemoracions de Mauthausen del 8 de maig de 2005, Marco, que havia arribat a viatjar a Àustria per participar-hi, es va veure obligat a renunciar i va tornar a Espanya per (així es va dir llavors) sentir-se indisposat. Poc després va reconèixer obertament en una roda de premsa que els relats de la seva suposada deportació no eren certs. També es va veure forçat a dimitir de la presidència (assumida per ell tres anys abans) de l'Associació Amical de Mauthausen i altres camps, amb seu a Barcelona. Enmig de la indignació que es va aixecar es va considerar la possibilitat de retirar-li la Creu de Sant Jordi; Marco la va retornar i el govern català «va acceptar la devolució».
Després de reconèixer la falsedat dels seus relats com a deportat el 2005, Marco va seguir afirmant haver estat un activista del moviment llibertari contra Franco i haver romàs en la clandestinitat des que va tornar a Espanya fins al final del franquisme. Avui, el seu pretès passat de militant antifranquista està àdhuc més en qüestió. Enric Marco i Batlle no ha de ser confós amb el valencià Enric Marco Nadal, que també havia estat Secretari General de la CNT, però als anys 1940.
Un documental sobre la seva vida anomenat Ich bin Enric Marco es va estrenar el 2009. També basant-se la seva vida, Javier Cercas va escriure El impostor, que es va publicar el 2014. El 2024 s'estrenà la pel·lícula Marco, dirigida per Aitor Arregi i Jon Garaño, on Eduard Fernández interpreta el paper d'Enric.